# Toyota Championships 1981 - Doppio
Il doppio del torneo di tennis Toyota Championships 1981, facente parte del WTA Tour 1981, ha avuto come vincitrici Martina Navrátilová e Pam Shriver che hanno battuto in finale Rosemary Casals e Wendy Turnbull con il punteggio di 6–3, 6–4.

## Teste di serie
1. Martina Navrátilová /  Pam Shriver (Campionesse)

1. Rosie Casals /  Wendy Turnbull (finale)

## Tabellone

### Legenda
| - Q = Qualificato - WC = Wild card - LL = Lucky loser | - ALT = Alternate - SE = Special Exempt - PR = Protected Ranking | - w/o = Walkover - r = Ritirato - d = Squalificato |

|  | Primo turno | Primo turno                     | Primo turno                     | Primo turno | Primo turno |  |  | Ultimo turno | Ultimo turno                    | Ultimo turno                    | Ultimo turno | Ultimo turno |  |
|  |             |                                 |                                 |             |             |  |  |              |                                 |                                 |              |              |  |
|  | 1           | Martina Navrátilová Pam Shriver | Martina Navrátilová Pam Shriver | 6           | 6           |  |  |              |                                 |                                 |              |              |  |
|  |             | Rosalyn Fairbank Tanya Harford  | Rosalyn Fairbank Tanya Harford  | 0           | 2           |  |  | 1            | Martina Navrátilová Pam Shriver | Martina Navrátilová Pam Shriver | 6            | 6            |  |
|  | 2           | Rosie Casals Wendy Turnbull     | Rosie Casals Wendy Turnbull     | 6           | 6           |  |  | 2            | Rosie Casals Wendy Turnbull     | Rosie Casals Wendy Turnbull     | 3            | 4            |  |
|  |             | Kathy Jordan Anne Smith         | Kathy Jordan Anne Smith         | 2           | 3           |  |  |              |                                 |                                 |              |              |  |